# Bruno Eckerl
Bruno Eckerl (geboren 6. Oktober 1901 in Wien, Österreich-Ungarn; gestorben 1967 ebenda) war ein österreichischer Rechtsanwalt und Fußballfunktionär.

## Leben
Bruno Eckerl absolvierte drei Klassen Gymnasium und die Handelsschule. Er maturierte als Externist und studierte schließlich Jus. Ab 1928 war er als Rechtsanwalt tätig.

### Erste Amtszeit (1938–1945)
Nach dem Anschluss Österreichs an das Deutsche Reich 1938 wurde der Vorstand des Fußballklubs Austria Wien seinen Aufgaben entbunden und Eckerl übernahm inoffiziell die Vereinsführung. So konnte er im Juli 1938 die Rückkehr vom SC Ostmark zum alten Namen FK Austria erreichen.
Wie er zum Amt des „Vereinsführers“ der Austria kam, lässt sich nicht endgültig klären. Mit der Austria war Eckerl, als er im Oktober 1938 ihr gewählter Vereinsführer wurde, zumindest schon seit zehn Jahren verbunden, 1928 wurde er noch als Student zum Sektionsleiter der Austria-Akademiker gewählt, einer autonome Abteilung im Stammklub. Im folgenden Jahr verzichtete er, mittlerweile Doktor, infolge beruflicher Überbürdung auf eine neuerliche Kandidatur. Der Verein wurde fortan auf die nationalsozialistische Linie ausgerichtet. Der Mittelfeldstar und Kapitän der Mannschaft, Hans Mock, konnte im Training und im Spiel statt einer Kapitänsbinde eine Armbinde der SA tragen und der Nationalsozialist Ernst Kaltenbrunner wurde Ehrenpräsident des Vereins. Am 31. Mai 1942 beantragte Eckerl die Aufnahme in die NSDAP und wurde rückwirkend zum 1. Januar 1941 aufgenommen (Mitgliedsnummer 9.234.871).
Bei der Arisierung einer Bäckerei durch Karl Sesta Ende 1938 erstellte Eckerl den „Kaufvertrag“. Nach den Novemberpogromen vertrat er als Anwalt die Gebäudeaufsichtsperson des Israelitischen Tempel- und Schulvereins in Favoriten. Nach Matthias Sindelars Tod 1939 unterstützte er dessen Schwester bei ihrem Versuch, den Kaufpreis des arisierten Kaffeehauses weiter zu drücken. Seine Kanzlei verlegte Eckerl in ein arisiertes Gebäude, für das er auch als Hausverwalter tätig war. 1944 verteidigte er den Fußballer Ernst Stojaspal vor dem Kriegsgericht der Division 177, welcher wegen Selbstverstümmelung zu einer Haftstrafe verurteilt wurde. Dahingegen vertrat er die jüdische Ehefrau vom ehemaligen Austria-Kapitän Walter Nausch bei deren vergeblichen Enteignungsprozess, hielt über Jahre Kontakt zu Nausch und vertrat seine Ehefrau nach 1945 auch beim erfolgreichen Restitutionsprozess.
Bis Kriegsende gelang es Eckerl den Spielbetrieb der Austria aufrechtzuerhalten und die Mannschaft mit international erfahrenen Spielern zu verstärken.
1944 vergrub er in der Steiermark den Goldpokal, welchen Michl Schwarz für den Gewinn des Mitropapokals 1936 erhalten hatte. Dieser war nach der Entmachtung von Schwarz 1938 in Vereinsbesitz geblieben. Eckerl war nach seiner Aussage im gleichen Jahr von den Spielern bedrängt worden, diesen einzuschmelzen, um den Vereinsbesitz zu sichern. Nach dem Krieg wurde der Goldpokal aber letztendlich Schwarz wieder zurückgegeben.
In einem Forschungsprojekt um den Historiker Matthias Marschik ergab sich von Eckerl das „Bild eines gut ins System integrierten Profiteurs“.

### Zweite Amtszeit (1957–1959)
Nach dem Ende des NS-Regimes blieb seine Verbindung zur Austria eng, was schließlich nach einer Kampfabstimmung gegen Emanuel Schwarz in der neuerlichen Übernahme des Präsidentenamtes im Jahr 1957 gipfelte. Im Februar 1958 wurde der Vizepräsident Dermoutz, welcher sich mit Eckerl zahlreiche Auseinandersetzungen geleistet hatte, bei einer Vorstandssitzung abgelöst und zwei neue Vizepräsidenten bestimmt. Zwei bei der Wahl von Eckerl ausgebootete Vorstandsmitglieder fochten die Wahl Eckerls gerichtlich an und so sah sich Eckerl Anfang 1959 genötigt bei der Vereinspolizei die Rechtmäßigkeit seiner Wahl aufgrund einer  außerordentlichen Generalversammlung zu Protokoll zu geben. Im Juni 1959 wurde Eckerl dann bei einer neuerlichen Generalversammlung als Präsident der Austria bestätigt, doch im November schieden er und seine beiden Vizepräsidenten nach einer weiteren Sitzung aus dem Vorstand aus. Alle drei Präsidentenposten blieben in Folge unbesetzt. Ende 1959 wurde der damals 34-jährige Autohändler Joschi Walter Vizepräsident. Das Präsidentenamt blieb jedoch von 1959 bis 1967 unbesetzt, Joschi Walter hielt den Posten für einen potenten Sponsor frei, der erst 1967 mit Manfred Mautner Markhof gefunden wurde.
Der Anfang 1967 im Alter von 65 Jahren verstorbene Bruno Eckerl wurde am 7. März dieses Jahres auf dem Wiener Zentralfriedhof bestattet.